# Les amants réguliers
Les Amants réguliers (Brasil: Amantes Constantes / Portugal: Os Amantes Regulares) é um filme francês de Philippe Garrel, lançado em 2005.

## Sinopse
Les Amants réguliers exibe uma versão dos acontecimentos de Maio de 1968.

## Elenco
- Louis Garrel… François Dervieux
- Clotilde Hesme… Lilie
- Anthony Paliotti…
- Florence Payros…
- Pierre Mignard
- Sylvain Creuzevault…
- Joséphine de Meaux…
- Maurice Garrel… Lucien, o avô de François

## Prêmios
Festival de Cinema de Veneza 2005 (Itália)
| Categoria                            | Resultado |
| ------------------------------------ | --------- |
| Osella de Ouro - William Lubtchansky | Venceu    |
| Leão de Prata - Philippe Garrel      | Venceu    |
| Leão de Ouro - Philippe Garrel       | Indicado  |

Prémio Louis-Delluc 2005 (França)
| Categoria                             | Resultado |
| ------------------------------------- | --------- |
| Prémio Louis Delluc - Philippe Garrel | Venceu    |

Prémios César 2006 (França)
| Categoria                               | Resultado |
| --------------------------------------- | --------- |
| Melhor ator promissor - Louis Garrel    | Venceu    |
| Melhor fotografia - William Lubtchansky | Indicado  |

Prémios do Cinema Europeu2006 (Europa)
| Categoria                                          | Resultado |
| -------------------------------------------------- | --------- |
| Prémio Fipresci: Revelação europeia - Louis Garrel | Venceu    |

Prémios Lumière 2006 (França)
| Categoria                                   | Resultado |
| ------------------------------------------- | --------- |
| Melhor diretor/realizador - Philippe Garrel | Venceu    |

Prémios Estrelas de Ouro 2006 (França)
| Categoria                          | Resultado |
| ---------------------------------- | --------- |
| Revelação masculina - Louis Garrel | Venceu    |